# دلتا کمان
دلتا کمان یک ستاره است که در صورت فلکی کمان قرار دارد.